# Platycalymma madagascariensis
Platycalymma madagascariensis är en bönsyrseart som beskrevs av John Obadiah Westwood 1889. Platycalymma madagascariensis ingår i släktet Platycalymma och familjen Iridopterygidae. Inga underarter finns listade i Catalogue of Life.